# آب‌نبات‌فروشی (ترانه)
«آبنبات فروشی» تک‌آهنگی از هنرمند اهل ایالات متحده آمریکا فیفتی سنت، اولیویا است که در سال ۲۰۰۵ میلادی منتشر شد. این ترانه در چارت آمریکا به رتبه یک رسید.